# Et la lumière fut (livre)
Pour les articles homonymes, voir Et la lumière fut.
Et la lumière fut est un livre écrit par Jacques Lusseyran qui fut un membre très actif du mouvement de Résistance Défense de la France. Il relate les années qui vont de l'enfance, l'accident (perte de la vue) qui changea le cours de sa vie, la jeunesse, l'entrée en Résistance, le développement du réseau, l'arrestation, Buchenwald et la libération en avril 1945.
Paru aux éditions Les Trois Arches, Chatou (78) en 1994. Il est sorti en 2005 dans la collection « Résistance-Liberté-Mémoire » aux éditions du Félin puis en 2008 dans la collection « Le Félin Poche » du même éditeur.

## Quatrième de couverture
En 1940, la France capitule. En 1941, Jacques Lusseyran, alors qu’il est aveugle et n’a pas 18 ans, entre en résistance en rejoignant le mouvement Défense de la France.
Le 20 juillet 1943, il est arrêté par la Gestapo, interrogé pendant des jours interminables et enfermé à Fresnes. Il sera déporté en 1944 à Buchenwald.
Comment un aveugle peut-il survivre à cet enfer ?
Grâce à la protection d’un groupe de Russes et à sa connaissance de l’allemand qui lui permettra d’informer les autres déportés des agissements des SS.
Après un an et demi d’horreur, il est libéré et revient en France où il poursuivra ses études en affirmant ses aspirations littéraires balayées par la guerre.
Jacques Lusseyran deviendra un brillant conférencier et enseignera la littérature française dans différentes universités américaines. En 1971, il meurt dans un accident de voiture, il a alors 47 ans.
Cette autobiographie est un exceptionnel exemple d’amour de la vie, de courage et de liberté intérieure face à l’adversité.

## Critiques Presse
« Publié en 1953, ce livre devenu introuvable est  édité en 1994 aux éditions Les Trois Arches, puis après la disparition de celles-ci, publié aux Éditions du Félin, qui poursuivent un remarquable travail d'exhumation de textes ayant trait à la lutte clandestine, à nouveau disponible. Et c'est heureux tant ce texte lumineux aidera ses lecteurs à mieux comprendre les résistants, à mieux vivre peut-être aussi, tout simplement », Le Monde, 27 janvier 2006.
« C'est un livre qui vient du fond de la nuit. Une confession bouleversante par sa simplicité, son humilité et sa portée », Le Nouvel Observateur, 17 novembre 2005.